# 카르발라 스포츠 시티
카르발라 국제경기장(아랍어: ملعب كربلاء الدولي, 영어: Karbala International Stadium)은 이라크 카르발라에 위치한 다목적 경기장이다. 현재 축구 경기에 주로 사용되고 있으며 이라크 디버전 1의 카발라 FC의 홈구장으로 사용되고 있다. 수용 인원은 30,000명이다.

## 설명
카르발라 국제경기장은 2013년 1월 착공됐으며 이라크 정부의 자금 지원으로 총 $100,000,000를 들여 건립됐다.  그것은 총 면적이 34,000m 2인 축구장이다. 이것은 30,000명의 관중을 수용할 수 있고 다른 스포츠 관련 시설을 갖추고 있다. 바하디르 쿨 아키텍이 디자인하고 제작했다. 이라크 국가 정부 소유로 케르발라 축구클럽(카르발라 스포츠클럽)의 본거지다.
2016년 5월 12일 카르발라 주지사와 이라크 청소년체육부 장관 등 30,000명의 관중이 지켜보는 가운데 카발라 FC와 2007년 AFC 아시안컵 우승팀의 축구경기로 개막해 0-0으로 끝났다. 2017년 11월 13일 이라크와 시리아 국가대표팀의 첫번째 친선 경기가 열렸다.